# That's So Gay
That's So Gay è un album della band queercore Pansy Division pubblicato il 31 marzo 2009.

## Tracce
1. Twinkie Twinkie Little Star - 2:15
2. Average Men - 3:24
  - Guest Vocalist: Jello Biafra
3. Ride Baby - 3:24
4. Some Of My Best Friends - 3:40
5. That's So Gay - 2:28
6. Obsessed With Me - 1:57
7. 20 Years Of Cock - 1:39
8. What's In It For Me - 3:25
9. You'll See Them Again - 2:30
10. Dirty Young Man - 2:42
11. It's Just A Job - 3:12
12. Pat Me On The Ass - 1:45
13. Never You Mind - 2:32
14. Life Lovers - 3:03